# Paulin de Milan

Paulin de Milan (vers 370-428/429), secrétaire d'Ambroise de Milan puis diacre après 397. Il est surtout connu pour la Vie d'Ambroise(BHL 377) qu'il écrivit en 412-413 ou en 422 à l'instigation d'Augustin d'Hippone.
Selon Jean-Remy Palanque, il pourrait être originaire de Florence. Après la mort d'Ambroise, il réside en Afrique, peut-être à Carthage.